# Gergely Pongrátz
Gergely Pongrátz (ur. 18 lutego 1932 w Gherli, zm. 18 maja 2005 w Kiskunmajsy) – dowódca jednego z największych oddziałów powstańczych podczas rewolucji węgierskiej 1956.

## Życiorys
Urodził się w Rumunii, na Węgry przeniósł się razem z całą rodziną po II wojnie światowej. W 1956 pracował jako inżynier rolnictwa. Na wieść o wybuchu powstania antykomunistycznego 24 października 1956 udał się do Budapesztu i dołączył do walczących. W jednej z największych bitew stoczonych między powstańcami a armią radziecką na ulicach węgierskiej stolicy, w bitwie w pasażu Korwina, dowodził oddziałem Węgrów liczącym 2 tys. ochotników. Bitwa trwała do 10 listopada.
Po upadku powstania razem z czterema braćmi, którzy również w nim walczyli, i dwiema siostrami (według innego źródła - z matką i 12-letnią siostrą) zdołał uciec z Węgier. Udał się do Hiszpanii, następnie w latach 70. emigrował do Stanów Zjednoczonych, żył kolejno w New Jersey, Bostonie, Chicago i Arizonie, pracując jako sprzedawca. Powrócił na Węgry w 1990 lub 1991 i własnym sumptem założył w 1999 muzeum powstania 1956 w Kiskumajsy, gdzie osiadł na stałe. Zbudował również pamiątkową kaplicę. Był przewodniczącym światowej federacji Węgrów-weteranów powstania 1956, angażował się w upowszechnianie wiedzy o powstaniu wśród młodzieży.
Zmarł na atak serca.